# 인천완정초등학교
인천완정초등학교(仁川완정初等學校)는 대한민국 인천광역시 서구에 있는 공립 초등학교이다.

## 학교 연혁
- 2007. 7. 22 인천완정초등학교 설립 인가
- 2007. 9. 1 인천완정초등학교 개교 (12학급 322명)
- 2007. 9. 1 초대 이경로 교장 부임
- 2007. 10. 10 컴퓨터실 완공
- 2007. 10. 15 과학실 완공
- 2007. 11. 12 인천광역시교육청 영재학급 운영학교 지정
- 2008. 2. 19 제1회 졸업식(56명)
- 2008. 3. 1 인천완정초등학교 15학급 편성(3학급 증설)
- 2008. 3. 17 민간참여 제2 컴퓨터실 개관(코어2 듀얼 37대)
- 2008. 6. 13 스탠드 차양막 공사 완공
- 2008. 6. 23 도서실 완공
- 2008. 7. 17 아이누리 도서관 개관식
- 2008. 11. 12 제2과학실 완공
- 2008. 12. 19 영재학급 수료식(39명)
- 2009. 2. 13 제2회 졸업식(83명)
- 2009. 3. 1 인천완정초등학교 18학급 편성(3학급 증설)
- 2009. 5. 9 교실 안전봉 설치
- 2009. 5. 11 보육교실 구축 완료 (13명 입교)
- 2009. 11. 26 저작권연구학교 중간 보고회(1/2년차)
- 2009. 12. 16 인천완정초등학교 영재학급 수료식(75명)
- 2010. 2. 10 제3회 졸업식(94명)
- 2010. 3. 1 인천완정초등학교 20학급 편성(2학급 증설)
- 2010. 3. 1 제2대 김호덕 교장 부임
- 2010. 7. 19 어학실 구축(1개소)
- 2010. 12. 15 인천완정초등학교 영재학급 수료식(115명)
- 2011. 2. 11 제4회 졸업식(97명)
- 2011. 2. 18 민간참여 제1 컴퓨터실 개관(코어 2 듀얼 30대)
- 2011. 3. 1 인천완정초등학교 23학급 편성
- 2011. 7. 6 인쇄실 정비
- 2011. 9. 8 완정 쉼터 개소(3개소)
- 2011. 9. 22 복도 및 화장실 환경 개선
- 2011. 12. 8 인천완정초등학교 지역공동영재학급 수료식(113명)
- 2011. 12. 15 여교사 휴게실 구축(1개소)
- 2012. 2. 10 제5회 졸업식(115명)
- 2012. 9. 1 제3대 안종수 교장 부임
- 2012. 12. 7 인천완정초등학교 지역공동영재학급 수료식(75명)
- 2013. 2. 15 제6회 졸업식(111명)
- 2013. 3. 4 인천완정초등학교 28학급 편성
- 2013. 3. 4 교실 3개실 구축
- 2013. 5. 25 경비초소 공사 및 개소
- 2013. 10. 22 정문 외 1곳(총2대) HD급 CCTV 교체
- 2013. 12. 13 인천완정초등학교 지역공동영재학급 수료식(38명)
- 2014. 2. 14 제7회 졸업식(128명)
- 2014. 9. 1 제4대 김정수 교장 부임
- 2015. 2. 13 제 8회 졸업식(119명)

## 참고 자료
- 인천완정초등학교 - 한국교육학술정보원 학교알리미